# Xian de Xincai
Le xian de Xincai (新蔡县 ; pinyin : Xīncài Xiàn) est un district administratif de la province du Henan en Chine. Il est placé sous la juridiction de la ville-préfecture de Zhumadian.

## Démographie
La population du district était de 992 062 habitants en 1999.